# Дорожная (приток Журавлёвки)
Дорожная (ист. Даданцы) — река в России, протекает по Кавалеровскому и Чугуевскому районам Приморского края. Длина реки — 67 км. Площадь водосборного бассейна — 969 км².
Начинается на склонах Сихотэ-Алиня в урочище Скалистый Перевал. Течёт сначала на юго-запад через посёлок Дорожный по горам, поросшим кедром и берёзой. Затем у подножия горы Дорожной поворачивает на север-запад. Долина реки заболочена. Протекает по долине с крутыми склонами. Дорожная впадает в Журавлёвку справа в 70 км от её устья около Заветного на высоте 261,3 м над уровнем моря. В низовьях ширина дорожной — 32 м, глубина — 0,9 м.

## Притоки
Объекты перечислены по порядку от устья к истоку.
- 13 км[4]: Своенравка[7] (пр.)
- 26 км[4]: Женьшеневый[3] (пр.)
- 26 км[4]: Пчелиный[3] (лв.)
- 29 км[4]: Иванов[3] (лв.)
- 35 км[4]: Андреевский[3] (пр.)
- 39 км[4]: Болотный[3] (лв.)
- 41 км[4][8]: Тёмная (лв.)
- 46 км[4][8][Комм 2]: Седая (лв.)
- 46,9 км[4][8][9][Комм 3]: Берёзовая (пр.)
- 48 км[4][8][9][Комм 4]: Звериный (пр.)
- 56 км[4][8][9][Комм 5]: Каменистый (лв.)

## Данные водного реестра
По данным государственного водного реестра России относится к Амурскому бассейновому округу, водохозяйственный участок реки — Уссури от истока до впадения реки Большая Уссурка без реки Сунгача, речной подбассейн реки — Уссури (российская часть бассейна). Речной бассейн реки — Амур.
Код объекта в государственном водном реестре — 20030700212118100052704 (низовья), 20030700212118100052728 (верховья).

## Комментарии
1. ↑  Согласно данным ГВР, разные участки течения Дорожной отнесены к разным рекам: от 0 до 41 км — Даданцы, затем 5-км участок к Тананче (Седой) и верховья — к Дорожной, имеющей длину 21 км. При этом верховьями Даданцы считается Тёмная.
2. ↑  41 км до слияния с Тананчей + 5 км до слияния с Дорожной.
3. ↑  41 км до слияния с Тананчей + 5 км до слияния с Дорожной + 0,9 км.
4. ↑  41 км до слияния с Тананчей + 5 км до слияния с Дорожной + 2 км.
5. ↑  41 км до слияния с Тананчей + 5 км до слияния с Дорожной + 10 км.